# Microsoft SQL Server
Microsoft SQL Server este un sistem de gestionare de baze de date relaționale (RDBMS) produs de compania americană Microsoft Corp. Limbajul de interogare este SQL iar extensia procedurală este T-SQL.
Suportă versiunea companiei Microsoft de SQL (Structured Query Language - limbaj structurat de interogări), cel mai răspândit limbaj de interogare pentru bazele de date. Este considerat un sistem de gestionare a bazelor de date pentru întreprinderi - adică se poate aplica bazelor de date de dimensiuni foarte mari - însă la ultimele versiuni au venit cu mai multe tipuri de licențiere, de la cele free la unele avansate, astfel că în prezent putem spune că SQL Server se poate folosi pentru baze de date de orice dimensiune.

## Scurtă istorie
Codul de bază pentru Microsoft SQL Server își are originile în Sybase SQL Server și a reprezentat intrarea Microsoft pe piața bazelor de date relaționale, concurând cu Oracle, IBM și Sybase. Microsoft, Sybase si Ashton-Tate s-au unit pentru a crea și a scoate pe piață prima versiune numită SQL Server 4.2 pentru Win OS/2. Mai tarziu Microsoft a negociat pentru drepturi de exclusivitate la toate versiunile de SQL Server scrise pentru sistemele de operare Microsoft. Sybase și-a schimbat ulterior numele în Adaptive Server Enterprise, pentru a evita confuzia cu Microsoft SQL Server.
SQL Server 7.0 a fost primul server de baze de date bazat pe GUI. O variantă de SQL Server 2000 a fost prima variantă comercială pentru arhitectura Intel. In anii următori s-au lansat și alte versiuni, ce au adus îmbunătățiri de performanță, programe IDE și ETL, suport pentru date XML, geometrice sau spațiale, căutare în text, self-tuning, clustering și HADR: SQL Server 2005, SQL Server 2008, SQL Server 2012 și SQL Server 2014.
Ultima versiune este SQL Server 2016.

## Descriere
Microsoft SQL Server folosește o variantă de SQL numită T-SQL, sau Transact-SQL, o implementare de SQL-92 (standardul ISO pentru SQL) cu unele extensii. T-SQL în principal adaugă sintaxă adițională pentru procedurile stocate și pentru tranzacții. Standardele SQL necesită ACID; acesta este un acronim pentru cele 4 condiții ce trebuie îndeplinite de orice tranzacție: atomicitate, consistență, izolare, durabilitate. MS SQL Server suportă ODBC (Open Database Connectivity).
Stocarea datelor se face pe modelul relațional, sub forma unei colecții de tabele cu rânduri și coloane. Fiecare coloană este de un anumit tip: SQL Server suportă atât tipurile primare, precum întreg, zecimal, caracter, dată calendaristică, dar și tipuri mai complexe precum text, date binare, date geometrice, date spațiale, XML, etc.